# Zygometra comata
Zygometra comata is een haarster uit de familie Zygometridae.
De wetenschappelijke naam van de soort werd in 1911 gepubliceerd door Austin Hobart Clark.